# Gliese 1061
Gliese 1061 (GJ 1061) is een rode dwerg in het sterrenbeeld slingeruurwerk op 11,98 lichtjaar van de zon. Er zijn drie exoplaneten gevonden bij Gliese 1061.

## Bron
- Dit artikel of een eerdere versie ervan is een (gedeeltelijke) vertaling van het artikel GJ 1061 op de Engelstalige Wikipedia, dat onder de licentie Creative Commons Naamsvermelding/Gelijk delen valt. Zie de bewerkingsgeschiedenis aldaar.